# فلیسین فرواکه

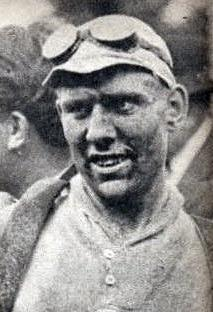
فلیسین فرواکه در سال ۱۹۳۹ میلادی

فلیسین فرواکه (انگلیسی: Félicien Vervaecke; ۱۱ مارس ۱۹۰۷ – ۳۱ اکتبر ۱۹۸۶) دوچرخه‌سوار اهل بلژیک بود.